# Campeonato de España de atletismo de 1933
Plantillas
El XVI Campeonato de España de Atletismo se disputó los días 12 y 13 de agosto de 1933, en categoría masculina, y el 8 de octubre del mismo año, en femenina, en las instalaciones deportivas del Estadio de Montjuich, Barcelona.

Como en la edición anterior, las mujeres disputaron el campeonato en fecha diferente a los hombres, pero en esta ocasión, en la misma sede.
Asimismo hay que hacer constar, que en categoría femenina, solo participaron atletas de la Federación Catalana.

## Resultados

### Masculino
| Evento                               | Oro                                                                  | Plata                                                  | Bronce                                       |
| ------------------------------------ | -------------------------------------------------------------------- | ------------------------------------------------------ | -------------------------------------------- |
| 100 metros lisos                     | Miguel Arévalo Cataluña 11.8                                         | Vicente Aracil Cataluña ¿?                             | Ignacio Sánchez Arana Guipúzcoa ¿?           |
| 200 metros lisos (En recta)          | Vicente Aracil Cataluña 23.3                                         | Ignacio Sánchez Arana Guipúzcoa ¿?                     | Miguel Arévalo Cataluña ¿?                   |
| 400 metros lisos                     | Juan Zarra Guipúzcoa 52.6                                            | Andrés Iguarán Guipúzcoa 52.6                          | Tomás Colomer Cataluña ¿?                    |
| 800 metros lisos                     | Enrique Piferrer Cataluña 1:59.6                                     | José Ruiz Guipúzcoa 2:01.0                             | Jaime Ángel Cataluña ¿?                      |
| 1.500 metros lisos                   | Miguel Cialceta Guipúzcoa 4:15.0                                     | Jaime Ángel Cataluña 4:16.5                            | José Ruiz Guipúzcoa ¿?                       |
| 5.000 metros lisos                   | Santiago Coll Guipúzcoa 16:17.2                                      | Vicente Navarro Cataluña ¿?                            | Antonio Bris Cataluña 16:36.4                |
| 10.000 metros lisos                  | Miguel Cialceta Guipúzcoa 35:02.0                                    | Antonio Gracia Cataluña 35:41.0                        | Antonio Bris Cataluña 36:34.2                |
| 110 metros vallas                    | Ignacio Sánchez Arana Guipúzcoa 16.5                                 | Miguel Consegal Cataluña 16.6                          | Mariano Carsi Galicia 17.0                   |
| 400 metros vallas                    | Joaquín Roca Cataluña 57.8 (RE)                                      | Andrés Iguarán Guipúzcoa 58.7                          | José Tugas Cataluña ¿?                       |
| 3.000 metros obstáculos              | Antonio Smandía Cataluña 10:11.0                                     | Francisco Clemente Cataluña ¿?                         | Bulbena Cataluña ¿?                          |
| Salto de altura                      | Vicente Cardús Cataluña 1.67                                         | Rigual Cataluña 1.65                                   | Miguel Consegal Cataluña 1.65                |
| Salto con pértiga                    | Miguel Consegal Cataluña 3.50                                        | Miguel González Abad Cataluña 3.40                     | Rafael Borreguero Guipúzcoa 3.20             |
| Salto de longitud                    | Luis Altafulla Cataluña 6.91                                         | Andrés Iguarán Guipúzcoa 6.42                          | Joaquín Roca Cataluña 6.40                   |
| Triple Salto                         | Miguel Consegal Cataluña 13.68                                       | Jaime Company Cataluña 13.55                           | Florencio García Galicia 13.22               |
| Lanzamiento de peso                  | Félix Erausquin Guipúzcoa 11.90                                      | Joaquín González Galicia 11.63                         | José Tugas Cataluña 11.49                    |
| Lanzamiento de disco                 | Félix Erausquin Guipúzcoa 39.68                                      | José Luis Celaya Guipúzcoa 38.22                       | Joaquín González Galicia 37.57               |
| Lanzamiento de martillo              | Fernando García Doctor Castilla 40.71                                | Felipe Tugas Cataluña 38.14                            | Ricardo Martínez Cataluña 36.32              |
| Lanzamiento de jabalina              | Félix Erausquin Guipúzcoa 45.88                                      | Joaquín González Galicia 44.82                         | Celso Mariño Galicia 44.81                   |
| Lanzamiento de barra                 | Félix Erausquin Guipúzcoa 35.66 (RE)                                 | José Luis Celaya Guipúzcoa 34.68                       | Narciso Salvador Cataluña 25.98              |
| 10.000 metros marcha (en pista)      | Francisco Juliá Cataluña 49:48                                       | Román Castelltort Cataluña ¿?                          | Aurelio Pellín Cataluña ¿?                   |
| Relevos 4 x 100 m lisos              | Cataluña Vicente Aracil Armando Pons Anselmi Arévalo 45.0            | Guipúzcoa Sánchez Borreguero Cruzá Zarra 45.4          | Galicia Sánchez Bermúdez García Canela ¿?    |
| Relevos 4 x 400 m.lisos              | Guipúzcoa José Ruiz Blas Castillejo Andrés Iguarán Juan Zarra 3:35.4 | Cataluña Vives Tomás Colomer Arias Joaquín Roca 3:36.0 | Galicia Lino Mariano Carsi García Sánchez ¿? |
| Clasificación Final por Federaciones | Cataluña 223 puntos.                                                 | Guipúzcoa 135 puntos.                                  | Galicia 63 puntos.                           |

### Femenino
| Evento                               | Oro                                                             | Plata                                  | Bronce                                 |
| ------------------------------------ | --------------------------------------------------------------- | -------------------------------------- | -------------------------------------- |
| 80 metros lisos                      | Emilia Trepat Cataluña 11.4                                     | María Morros Cataluña ¿?               | Angelina Tubau Cataluña ¿?             |
| 150 metros lisos                     | María Morros Cataluña 21.3                                      | Angelina Tubau Cataluña ¿?             | E.Bartoli Cataluña ¿?                  |
| 300 metros lisos                     | Emilia Trepat Cataluña 46.6                                     | Isabel Arcas Cataluña ¿?               | A.Jerez Cataluña ¿?                    |
| 600 metros lisos                     | Rosa Raventós 1:58.0                                            | Isabel Arcas Cataluña ¿?               | Pérez Cataluña ¿?                      |
| 80 metros vallas                     | Carmen Sugrañes Cataluña 16.6                                   | Boada Cataluña ¿?                      | Emilia Trepat Cataluña ¿?              |
| Salto de altura                      | María Morros Cataluña 1.20                                      | Boada Cataluña 1.20                    | Rosa Raventós Cataluña 1.15            |
| Salto de longitud                    | Carmen Sugrañes Cataluña 4.41                                   | Emilia Trepat Cataluña 4.28            | Angelina Tubau Cataluña 3.98           |
| Lanzamiento de peso                  | Ana Tugas Cataluña 9.36                                         | Montserrat Guasch Cataluña 7.22        | María Morros Cataluña 6.04             |
| Lanzamiento de disco                 | Montserrat Guasch Cataluña 24.50                                | Conchita Mirapeix Cataluña 21.59       | Ana Tugas Cataluña 20.85               |
| Lanzamiento de jabalina              | Juana Suñer Cataluña 22.795                                     | Ana Tugas Cataluña 21.87               | Conchita Mirapeix Cataluña 20.77       |
| Relevos 4x75 metros lisos            | Cataluña Angelina Tubau Emilia Trepat E.Bartoli María Morros ¿? | Un solo equipo participante.           | Un solo equipo participante.           |
| Clasificación Final por Federaciones | Cataluña                                                        | Solo participó la Federación Catalana. | Solo participó la Federación Catalana. |